# Tracks 3
Tracks 3 is een verzamelalbum van Wishbone Ash. Het is het vervolg op Tracks en Tracks 2. Het bevat naast de gebruikelijke live-opnamen ook studio-opnamen van hun toenmalige studioalbum Clan destiny. Een kleine bijzonderheid is de orkestrale versie van Warrior, een van de klassiekers van Wishbone Ash.

## Muziek
| Nr. | Titel                       | opname uit | Duur |
| --- | --------------------------- | ---------- | ---- |
| 1.  | Surfing a slow wave         | 2005       |      |
| 2.  | Ancient remedy              | 2005       |      |
| 3.  | The ring                    | 2005       |      |
| 4.  | Healing ground              | 2005       |      |
| 5.  | Changing tracks             | 2003       |      |
| 6.  | Living proof                | 1985       |      |
| 7.  | Rock ‘n’ roll widow         | 2005       |      |
| 8.  | Balled of the beacon        | 2005       |      |
| 9.  | Lullaby                     | 2005       |      |
| 10. | Candlelight                 | 2005       |      |
| 11. | Wings of desire             | 2005       |      |
| 12. | Sorrell                     | 2005       |      |
| 13. | Capture of the moment       | 2005       |      |
| 14. | Comfort zone                | 1999       |      |
| 15. | Why don’t we                | 2005       |      |
| 16. | Baby what you want me to do | 2004       |      |

| Nr. | Titel               | opname uit | Duur |
| --- | ------------------- | ---------- | ---- |
| 1.  | Clousseau           | 1988       |      |
| 2.  | The raven           | 2005       |      |
| 3.  | Valediction         | 2005       |      |
| 4.  | Errors of my way    | 2005       |      |
| 5.  | Wait out the storm  | 2005       |      |
| 6.  | Dreams outta dust   | 2005       |      |
| 7.  | Eyes wide open      | 2004       |      |
| 8.  | Faith hope and love | 2003       |      |
| 9.  | Persephone          | 2004       |      |
| 10. | Cell of fame        | 1988       |      |
| 11. | Phoenix             | 2003       |      |
| 12. | Baby don’t mind     | 2005       |      |

| Nr. | Titel                 | opname uit | Duur |
| --- | --------------------- | ---------- | ---- |
| 1.  | Hard on you           | 2004       |      |
| 2.  | Ship of dreams        | ?          |      |
| 3.  | Come in from the rain | 2004       |      |
| 4.  | High heeled sneakers  | 2005       |      |
| 5.  | Rock me baby          | 2005       |      |
| 6.  | Jailbait              | 1999       |      |
| 7.  | Another time          | ?          |      |
| 8.  | Motherless child      | 2004       |      |
| 9.  | Hard times            | 1999       |      |
| 10. | Blind eye             | 1999       |      |
| 11. | East coast boogie     | ?          |      |
| 12. | Loose change          | ?          |      |
| 13. | Warrior               | ?          |      |